# David Harold Bailey
David Harold Bailey (14 de agosto de 1948) é um matemático e cientista da computação estadunidense.
Obteve o B.S. em matemática na Universidade Brigham Young em 1972 e o Ph.D. em matemática na Universidade Stanford em 1976. Trabalhou 14 anos como cientista da computação no NASA Ames Research Center, e desde 1998 no Laboratório Nacional de Lawrence Berkeley.